# Anghingò (filastrocca)
Anghingò è il primo verso di una filastrocca in lingua italiana per bambini. È gioiosa, ma senza un particolare senso. Per la sua struttura circolare, come del resto altre filastrocche, può essere ripetuta a piacere.

## Testo
Quello seguente è il testo di una delle tante versioni; quello che è, in genere, comune a tutte le versioni è l'incipit incomprensibile:
Sull'etimologia della parte iniziale di questa filastrocca esiste uno studio del linguista italiano Vermondo Brugnatelli (2003). A seguito di un'analisi basata sulla fonetica storica dell'italiano, egli ha osservato che an ghin gon potrebbe risalire ad epoca latina, quando doveva suonare qualcosa come "HANC HINC HUC". Trattandosi di una "conta", il senso doveva essere "questa (mano) da qui a qua...", il che sarebbe molto appropriato per la gestualità della conta..

### Altre versioni
1.

2.

## La filastrocca nell'arte e nello spettacolo
La filastrocca è discretamente diffusa e talvolta viene citata, più o meno esplicitamente, in altre espressioni artistiche, dalle canzoni, non solo quelle per l'infanzia (ma anche brani pop/rock), al teatro e alla letteratura:

### Cinema
- Anghingò (Ole dole doff) è il titolo di un film del 1968 diretto da Jan Troell.

### Canzoni
- Anghingò è album di Piero Finà del 1978